# Sabak
Sabak (grč. Σαβάκης; Sabaces) je bio perzijski namjesnik (satrap) koji je vladao Egiptom u doba velikog kralja Darija III. Kodomana. Pojavljuje se u djelima Diodora sa Sicilije i Arijana. Kao njegov prethodnik na mjestu egipatskog satrapa spominje se Ferendat, kojeg je postavio Artakserkso III. nakon drugog perzijskog osvajanja Egipta 343. pr. Kr. odnosno osnivanja XXXI. dinastije, no točan datum prijenosa vlasti na Sabaka nije poznat. Sabak je sudjelovao u bitci kod Isa 333. pr. Kr. gdje je makedonski vladar Aleksandar Makedonski porazio vojsku Perzijskog Carstva. U toj bitci Sabak pogiba, a nasljeđuje ga Mazak.

## Poveznice
- Darije III.
- Bitka kod Isa
- Mazak

| Prethodnik:                        | Satrap Egipta (cca 336. - 333. pr. Kr.) | Nasljednik:                 |
| Ferendat (343. - cca 336. pr. Kr.) | Satrap Egipta (cca 336. - 333. pr. Kr.) | Mazak (333. - 332. pr. Kr.) |

## Vanjske poveznice
- Sabak (Sabaces), AncientLibrary.com  Arhivirana inačica izvorne stranice od 6. siječnja 2011. (Wayback Machine)
- Grčko osvajanje Egipta (Mlahanas.de)
- M. A. Dandamaev: „Politička povijest Ahemenidskog Carstva“ (A political history of the Achaemenid empire), prevoditelj: W. J. Vogelsang, izdavač: BRILL Press, 1989., str. 324.